# Michal Miloslav Hodža
Michal Miloslav Hodža (Kisraksa, 1811. szeptember 22. – Cieszyn, 1870. március 26.) szlovák evangélikus lelkész, a szlovák nemzetiségi mozgalom egyik vezére. 

## Pályafutása
1843 júliusában – Ľudovít Štúrral és Jozef Miloslav Hurbannal együtt – Lubokán részt vett a szlovák irodalmi nyelv kanonizálásában, a közép-szlovákiai (Tátra-környéki) nyelvjárást alapul véve.
Az 1848-as forradalom nyomán a Liptó vármegyei szlovákok március 28-ai, Liptószentmiklóson Hodža vezetésével lefolyt gyűlésén adtak hangot a szlovákság követeléseinek. A gyűlés határozatában szlovák nyelvű megyei igazgatást, bírósági tárgyalásokat és törvényeket, a szlovákok országgyűlési képviseletét, valamint szlovák nyelvű oktatást követelt. Vagyis elsősorban a szlovák nyelv egyenjogúságát és a szlovákság nemzetiségi jogainak elismerését kívánták elérni. A petícióval a vármegyékhez, a nádorhoz és a magyar kormányhoz fordultak támogatásért. A délszláv, illetve román nemzetiségi mozgalmakhoz képest ugyanakkor tömegtámogatottságuk kisebb maradt, mivel a szlovák lakosság többsége megelégedett az áprilisi törvények és a Batthyány-kormány felső-magyarországi intézkedéseinek (vetőmagosztás az előző évben éhínség sújtotta megyékben) eredményeivel.

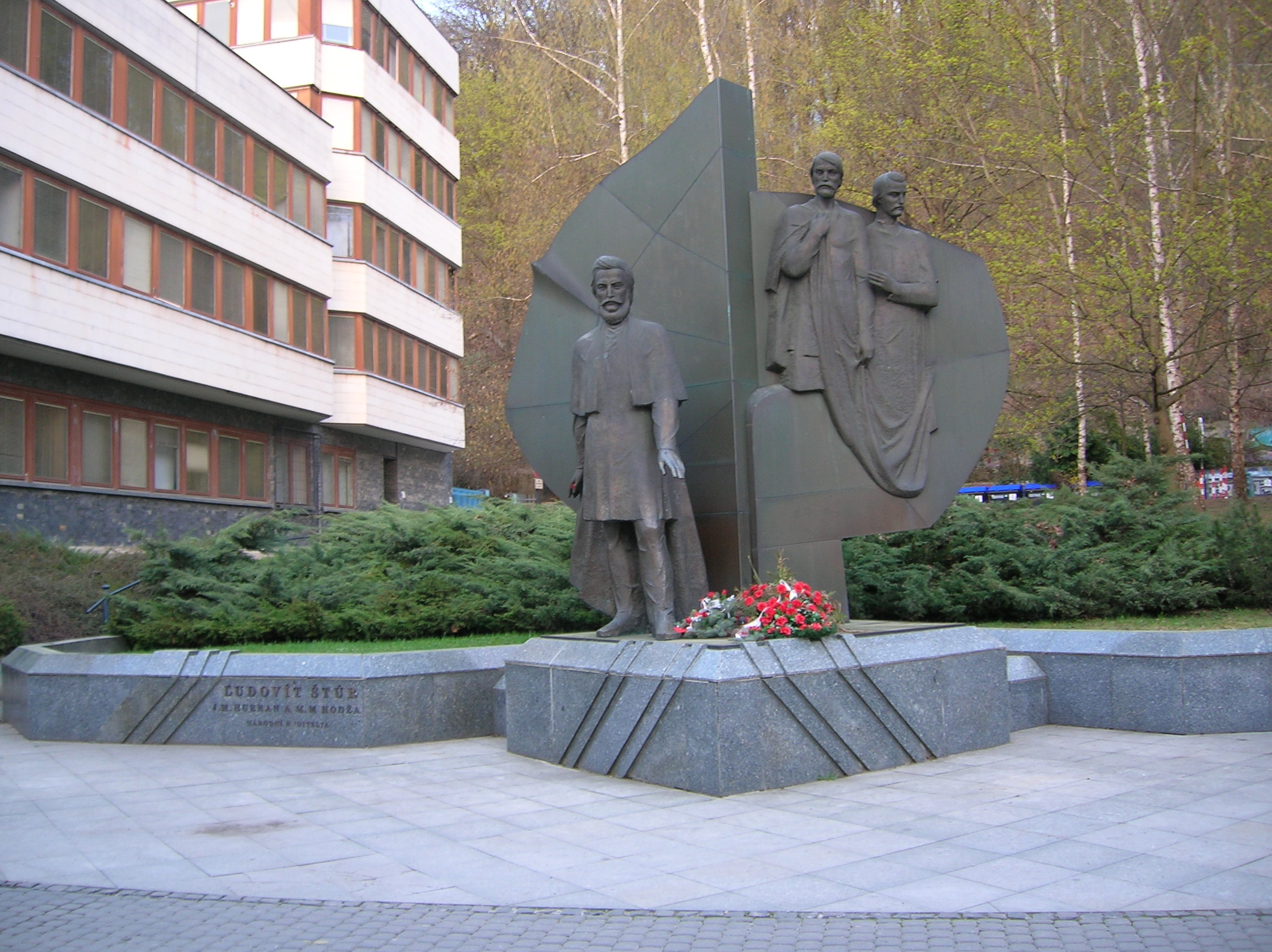
A nemzetépítők emlékműve Trencsénben